# Roberta Jull
Roberta Jull (née Stewart, Glasgow, 16 augustus 1872 – Perth, 6 maart 1961) was de eerste vrouw die in Perth een praktijk als arts begon en was stichtend lid van de West-Australische tak van de 'British Medical Association'. Jull was een invloedrijk lid van de Karrakatta Club.

## Vroege leven
Jull werd in 1872 te Glasgow geboren. Ze was het op een na oudste kind van Robert Stewart en Isabella Henrietta Fergusson. Jull liep school in Londen en Schotland en verzorgde haar moeder tot dier dood in 1890 in Portugal. Aangemoedigd door haar vader die een aanhanger van John Stuart Mill was en in gelijke kansen voor mannen en vrouwen geloofde, studeerde ze samen met haar broer Fergusson, en net als haar broer Mitchell eerder, geneeskunde aan de Universiteit van Glasgow. De lessen die enkel voor mannen bestemd waren volgde ze aan het 'Queen Margaret College' en in de 'Royal Infirmary'. Die discriminatoire ervaringen zouden haar latere werk sterk beïnvloeden.
In 1896 studeerde Jull af als Medicinae Baccalaureus en Chirurgiae Magister. Ze vervoegde in november dat jaar de dokterspraktijk van haar broers in Guildford in West-Australië. Jull was ontzet over de levensomstandigheden en de hoge graad van kindersterfte bij haar patiënten.

## Carrière
In 1897 trad Jull toe tot de Karrakatta Club. Ze ging er langdurige vriendschappen aan met vrouwen die voor sociale hervormingen streden zoals Edith Cowan en M. Phoebe Holmes. Jull begon een eigen praktijk als arts en was de eerste vrouw in Perth die dit deed. Met Dr. H. Horrocks richtte Jull in 1898 de West-Australische tak van de 'British Medical Association' op. Op 12 november 1898 huwde ze Martin Edward Jull, zakenpartner en vriend van C.Y. O'Connor. In 1901 kregen ze een dochter, de latere schrijfster Henrietta Drake-Brockman.
Jull werd een gerespecteerde kracht in de strijd voor sociale hervormingen ten voordele van vrouw en kind. In 1909 was ze stichtend lid van de 'Children's Protection Society' en de 'Women's Service Guild'. Van 1910 tot 1913 keerde ze wegens gezondheidsproblemen terug naar Schotland waar ze haar medische kennis uitbreidde en plantkunde en socialisme studeerde. Ze nam  in Glasgow ook deel aan een conferentie van de 'National Union of Women Workers of Great Britain and Ireland'.
Terug in West-Australië zette Jull haar strijd voor sociale hervormingen verder. Ze werd lid van de 'Western Australian National Council of Women' waarvan ze een tijdlang voorzitster was en waarvoor ze in 1930 naar het 'International Council of Women' in Wenen werd afgevaardigd. In 1915 steunde Jull, als autoriteit op het gebied van geslachtsziekten en prostitutie, een wetsvoorstel, waar ze aanvankelijk tegen was geweest, voor de meldingsplicht en verplichte behandeling van geslachtsziekten. Ze schaarde zich bij de voorstanders van de dienstplicht en vroegere sluitingsuren tijdens de referenda van 1916/17 in de Eerste Wereldoorlog. In 1938 was Jull adviseur van een koninklijke commissie over het bestuur van de stad Perth. Ze nam er stelling tegen het vergunnen van bordelen.
Na de dood van haar man in 1917 werd Jull in 1918 medisch officier voor scholen aan het Ministerie van Volksgezondheid. Haar verslagen vestigden voor het eerst de aandacht op de slechte gezondheidstoestand bij de West-Australische kinderen, vooral bij de kinderen die in de outback leefden. Ze nam de leiding in de uitbouw van medische centra voor kinderen. In 1921 en 1925 volgde Jull een aantal cursussen over kinderwelzijn in het Verenigd Koninkrijk, New South Wales en Nieuw-Zeeland. In 1921 voor de koninklijke commissie over onderwijs en in 1925 voor de koninklijke commissie over gezondheid, adviseerde ze  om de faciliteiten voor mensen met een verstandelijke beperking en voor kinderbescherming uit te breiden. Na tien jaar trok Jull zich in 1928 uit het ministerie terug. Uit haar laatste verslagen bleek de kindersterfte te zijn gedaald.
Van 1914 tot 1942 was Jull lid van de raad en van 1925 tot 1930 van de conventie van de Universiteit van West-Australië. In 1923 richtte ze de 'Association of University Women' op en was haar eerste voorzitster. Ze was de drijvende kracht achter de oprichting van een vrouweninternaat aan de universiteit, St Catherine's College, en was in 1946 lid van het eerste bestuur ervan.
Jull was een hevige pacifiste en voorstandster van ontwapening. Ze vertegenwoordigde de 'National Council of Women' in de 'League of Nations Union'. In 1922 nam ze deel aan een zomerschool van de League en in 1929 werd ze voor Australië naar een samenkomst van de League in Genève afgevaardigd.
Vanaf 1945 trok ze zich vanwege verslechterende hardhorigheid uit het openbare leven terug. Jull stierf 6 maart 1961 en werd volgens de Presbyteriaanse traditie gecremeerd. Haar assen werden over het graf van haar echtgenoot verstrooid.

## Nalatenschap
- In 1943 vernoemde de Universiteit van West-Australië een doctoraat in de rechten naar Jull.
- In het 'St Catherine's College' hangt een bronzen herdenkingsplaat.
- In de Australische hoofdstad Canberra werd een plein naar haar vernoemd, 'Jull Place'.